# Bugula cuspidata
Bugula cuspidata är en mossdjursart som beskrevs av Roxanne Irene Hastings 1943. Bugula cuspidata ingår i släktet Bugula och familjen Bugulidae. Inga underarter finns listade i Catalogue of Life.